# Перкенко
Перкенко (ісп. Perquenco) — селище в Чилі. Адміністративний центр однойменної комуни. Населення — 2929 осіб (2002). Селище і комуна входить до складу провінції Каутин і регіону Арауканія. З 1860 по 1862 рік — столиця ефемерної держави Королівство Арауканія та Патагонія.
Територія комуни — 330,7 км². Чисельність населення - 6815 осіб (2007). Щільність населення - 20,61 чол./км².

## Розташування
Селище розташоване за 38 км на північний схід від адміністративного центру області міста Темуко.
Комуна межує:
- на півночі - з комуною Вікторія
- на півдні - з комуною Лаутаро
- на заході — з комуною Гальваріно
- на північному заході - з комуною Трайгуєн

## Демографія
Згідно з даними, зібраними під час перепису Національним інститутом статистики, населення комуни становить 6815 осіб, з яких 3493 чоловіки та 3322 жінки.
Населення комуни становить 0,73% від загальної чисельності населення регіону Арауканія. 62,12% належить до сільського населення і 37,88% - міське населення.